# 6 Canis Minoris
6 Canis Minoris (6 CMi) é uma estrela gigante de classe K na constelação de Canis Minor.